# 桜庭子郎
桜庭 子郎（さくらば しろう、1891年（明治24年）3月11日 - 1969年（昭和44年）8月2日）は、大日本帝国陸軍軍人。最終階級は陸軍少将。

## 経歴
1891年（明治24年）に青森県で生まれた。陸軍士官学校第25期卒業。1939年（昭和14年）3月9日に陸軍歩兵大佐進級と同時に留守第4師団司令部附となり、1940年（昭和15年）5月に蚌埠特務機関長に就任した。1944年（昭和19年）6月5日に支那派遣軍総司令部附となり、9月11日に支那駐屯歩兵第2連隊長（第20軍・第27師団）に就任した。
1945年（昭和20年）2月20日に独立混成第82旅団長（支那派遣軍・第6方面軍・第20軍）に就任し、6月10日に陸軍少将に進級。株洲で守備に任じ、同地で終戦を迎えた。
1948年（昭和23年）1月31日、公職追放仮指定を受けた。